# Mýtikas (Milos)
Mýtikas (grec moderne : Μύτικας) est une localité située dans le dème de Milos, dans le district régional de Milos, dans la périphérie d'Égée-Méridionale, en Grèce.
Selon le recensement de 2021, elle compte 57 habitants.